# Krypty pod kościołem Niepokalanego Poczęcia Najświętszej Maryi Panny w Rawie Mazowieckiej
Krypty pod kościołem Niepokalanego Poczęcia NMP w Rawie Mazowieckiej – pod rawskim kościołem przy placu Marszałka Józefa Piłsudskiego 9, znajdują się okazałe krypty, w których pochowani są mieszkający tam przed laty ojcowie jezuici, dobroczyńcy kościoła, a także zacne osobistości.

## Historia

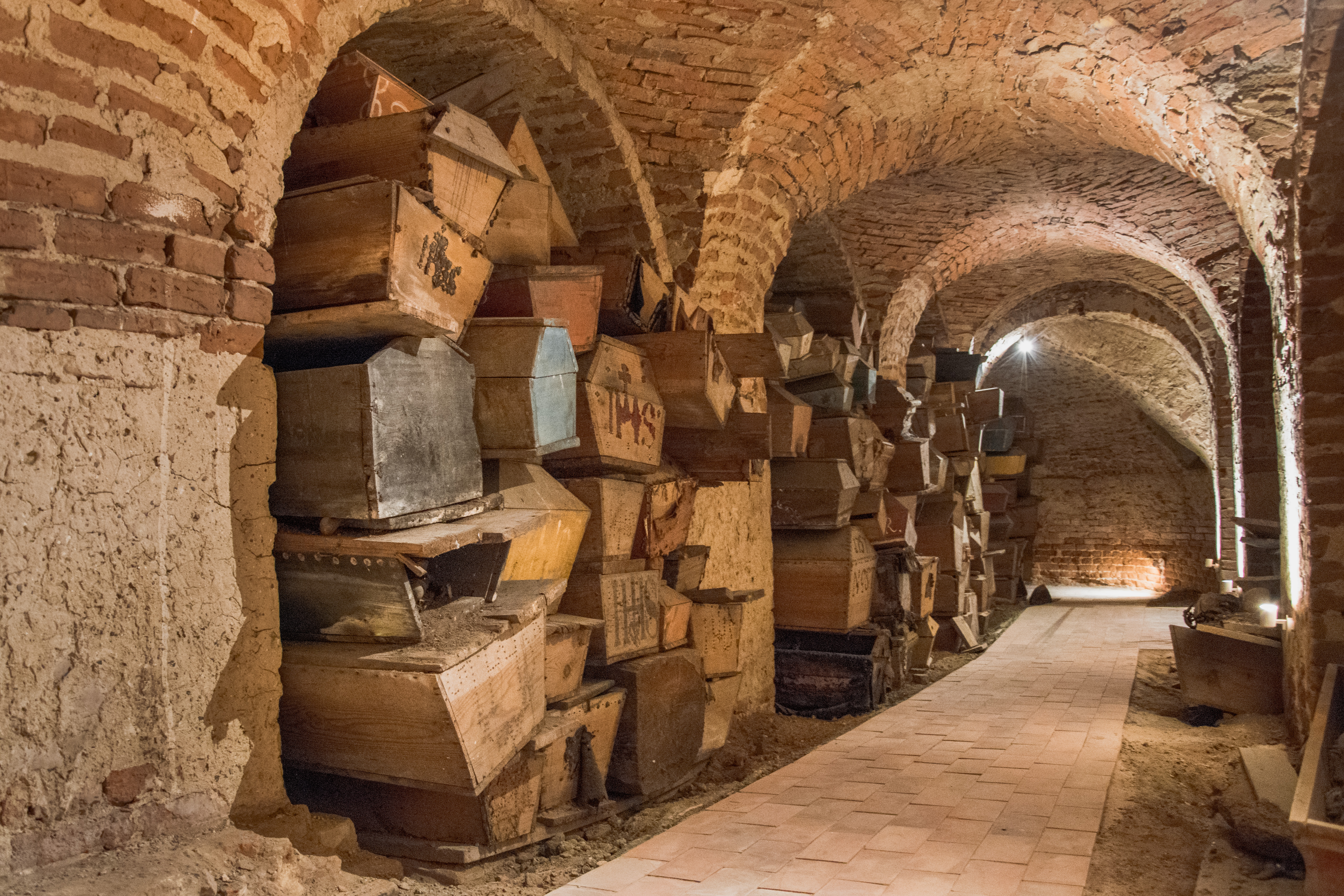
Wnętrze krypt pod kościołem NPNMP w Rawie Mazowieckiej

Choć kościół swoją obecną formę przybrał dopiero na początku XVIII wieku, pod jego prezbiterium znajdują się krypty, w których zmarli chowani byli już w wieku XVII (najstarsza odkryta dotychczas trumna nosi inskrypcję roku 1650). Spoczywają tam zarówno dawniej posługujący na ziemi rawskiej jezuici, jak i zasłużeni mieszkańcy Rawy Mazowieckiej. W podziemiach zachowało się około 60 trumien. Kilka z nich pozostaje odkrytych, eksponując ciała zmarłych. Dzięki specyficznemu mikroklimatowi, który panuje w podziemiach kościoła, ciała te zachowane są w bardzo dobrym stanie (pomimo braku mumifikacji). Istotnym jest także fakt, że w kryptach tych spoczywa ostatni z rodu Kostków, z którego pochodzi patron młodzieży – święty Stanisław Kostka. 
Przedsionek krypt dostępny jest dla zwiedzających przez cały rok, natomiast całość pomieszczenia ukryta za szklaną ścianą, otwierana jest jedynie w ostatni piątek każdego miesiąca (dla maksymalnie 20 osobowych grup, wraz z przewodnikiem).

## Galeria zdjęć

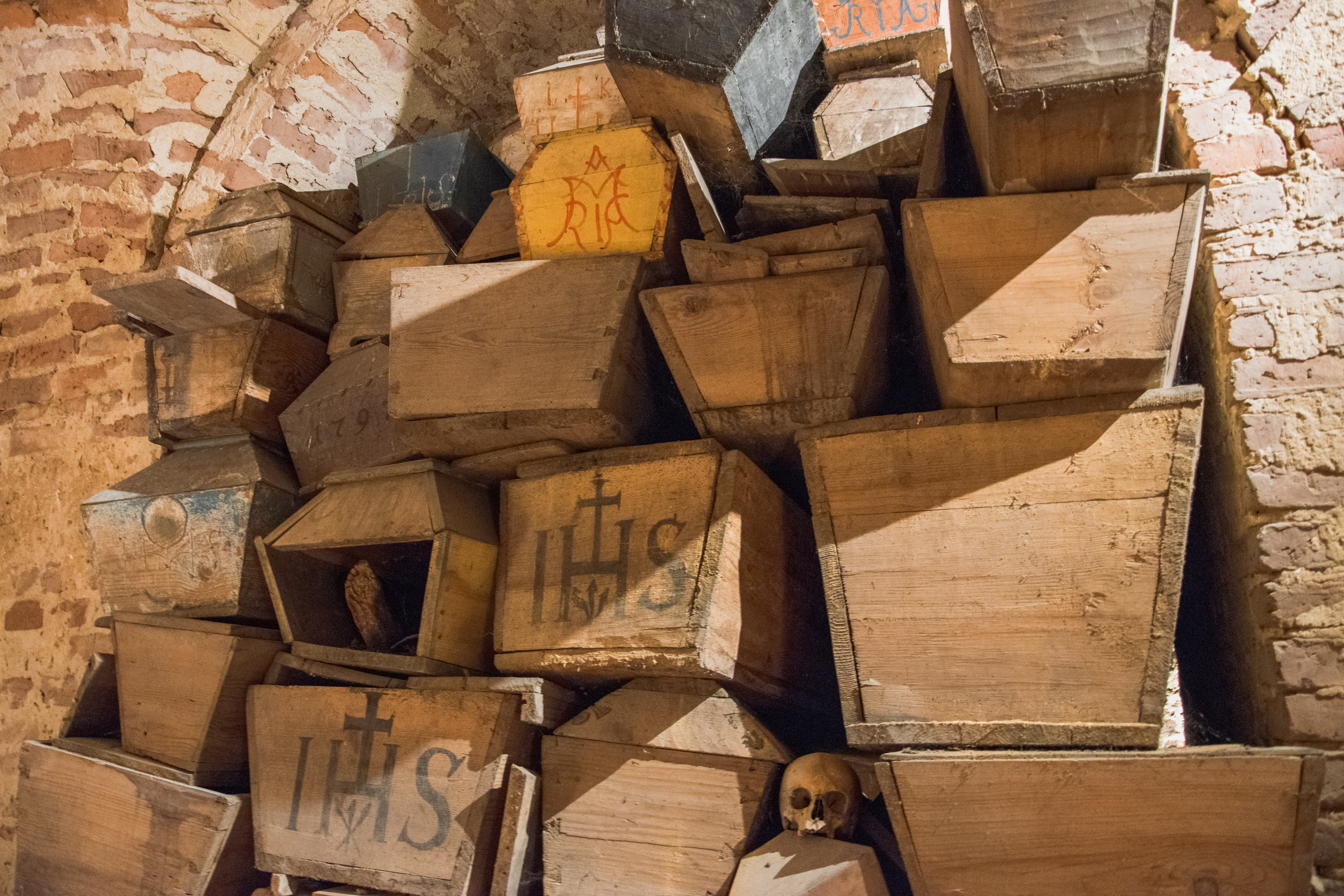
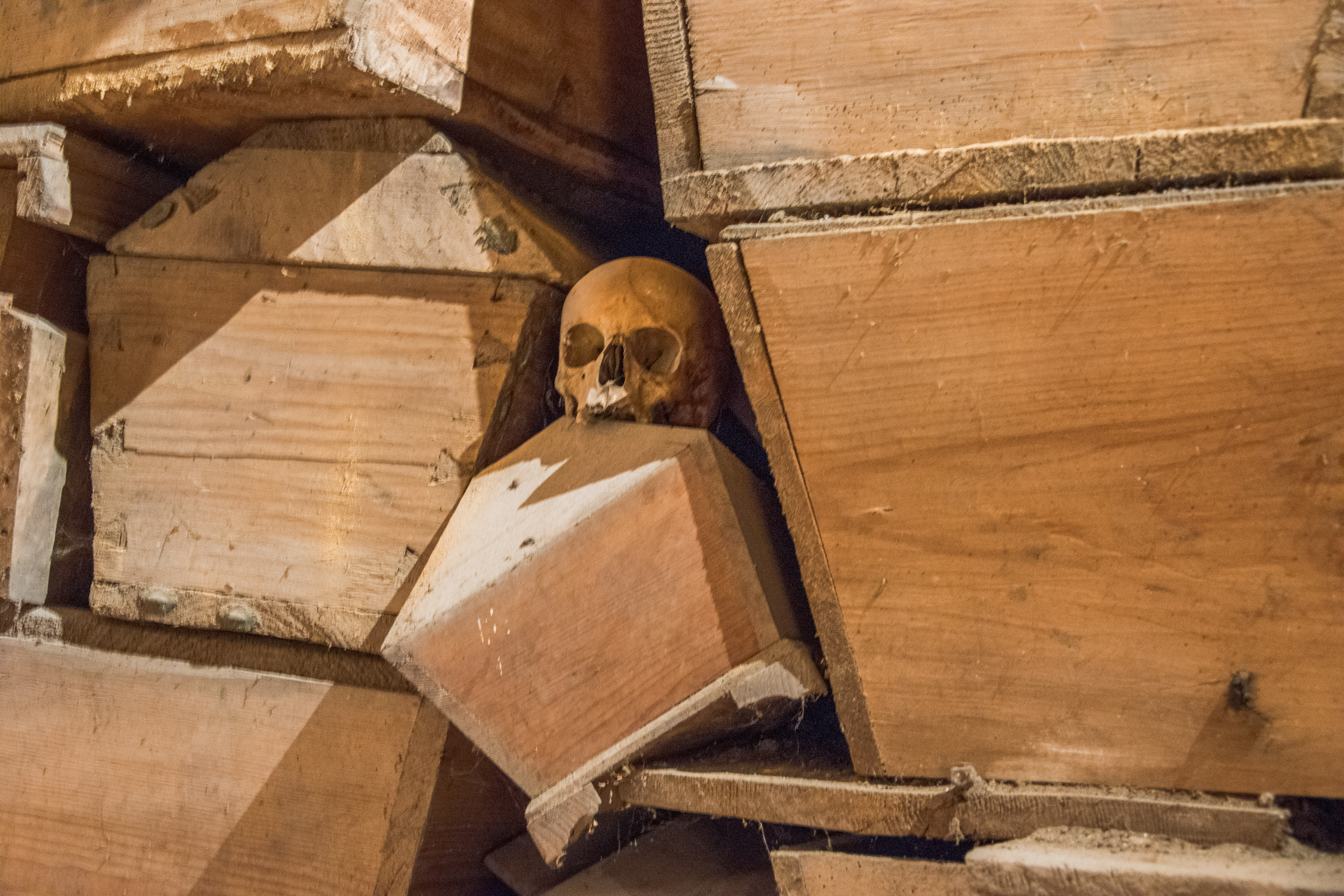
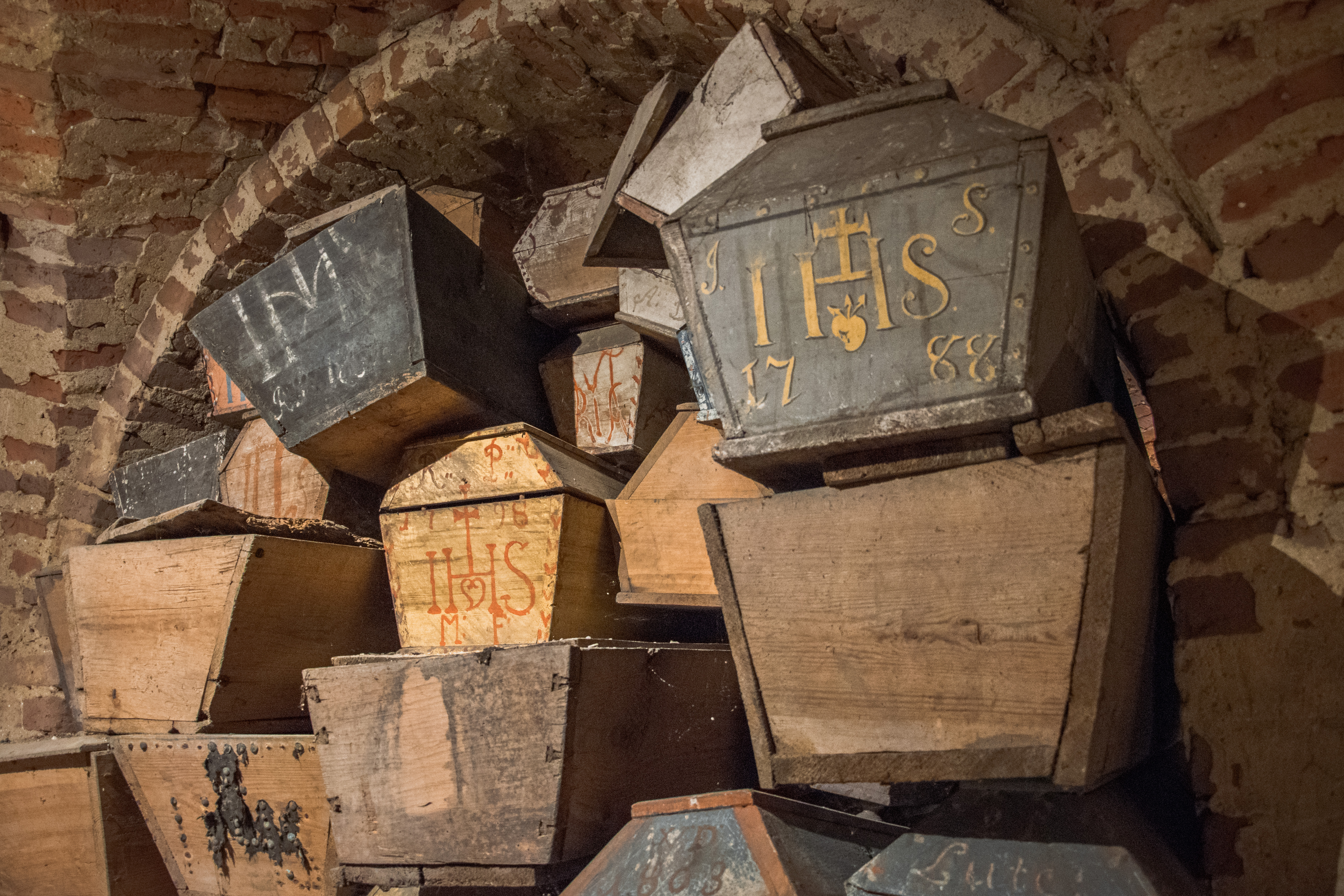
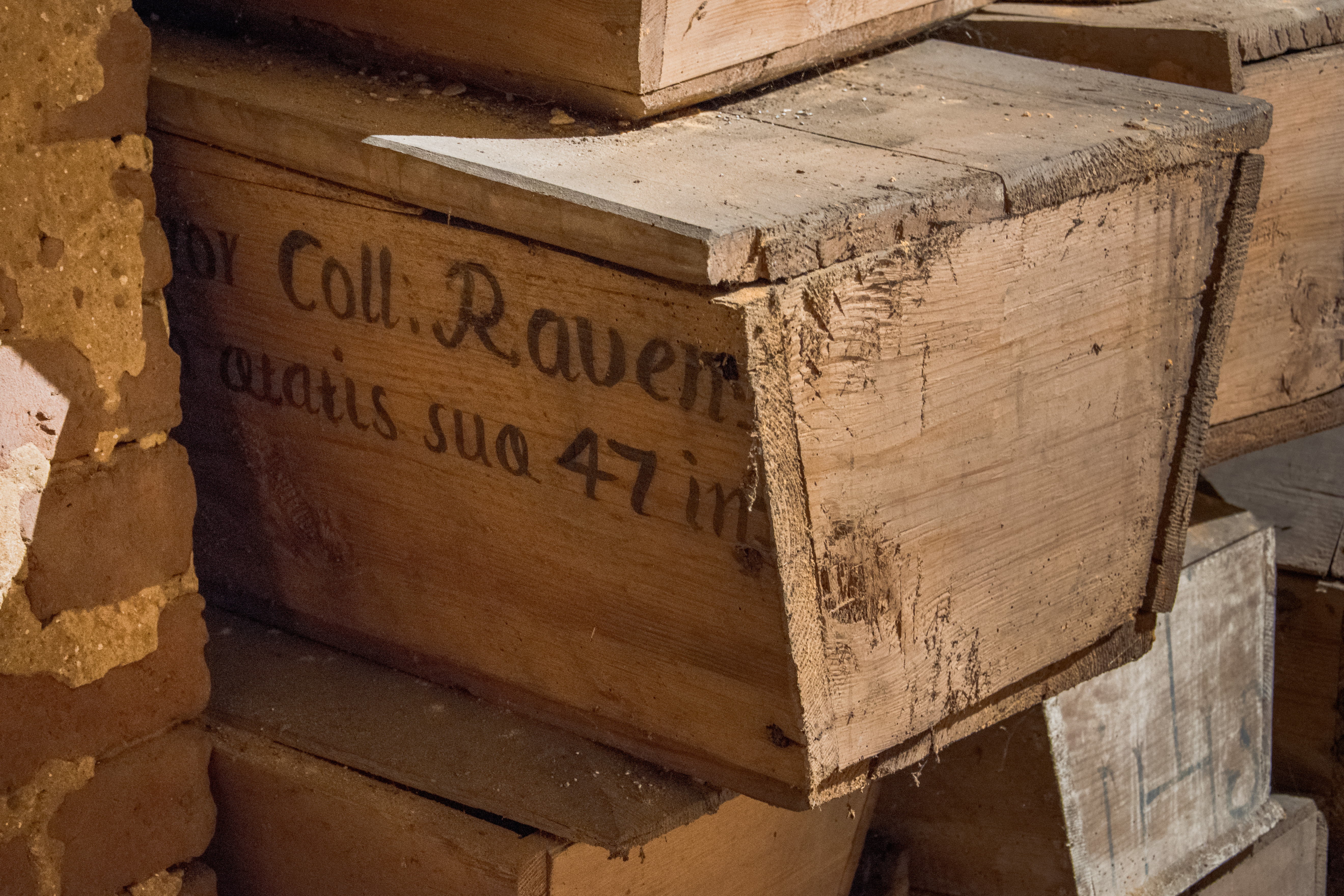
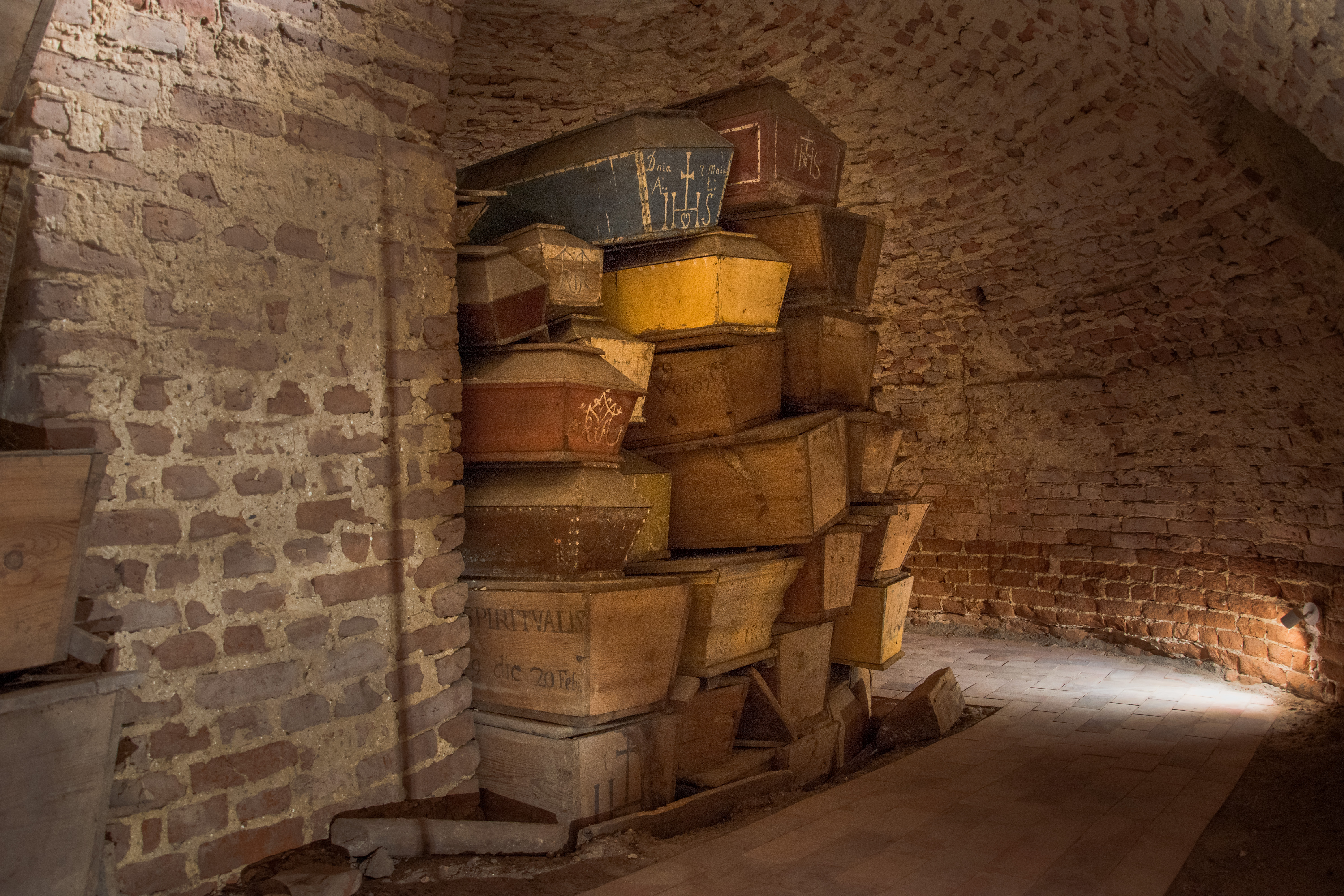
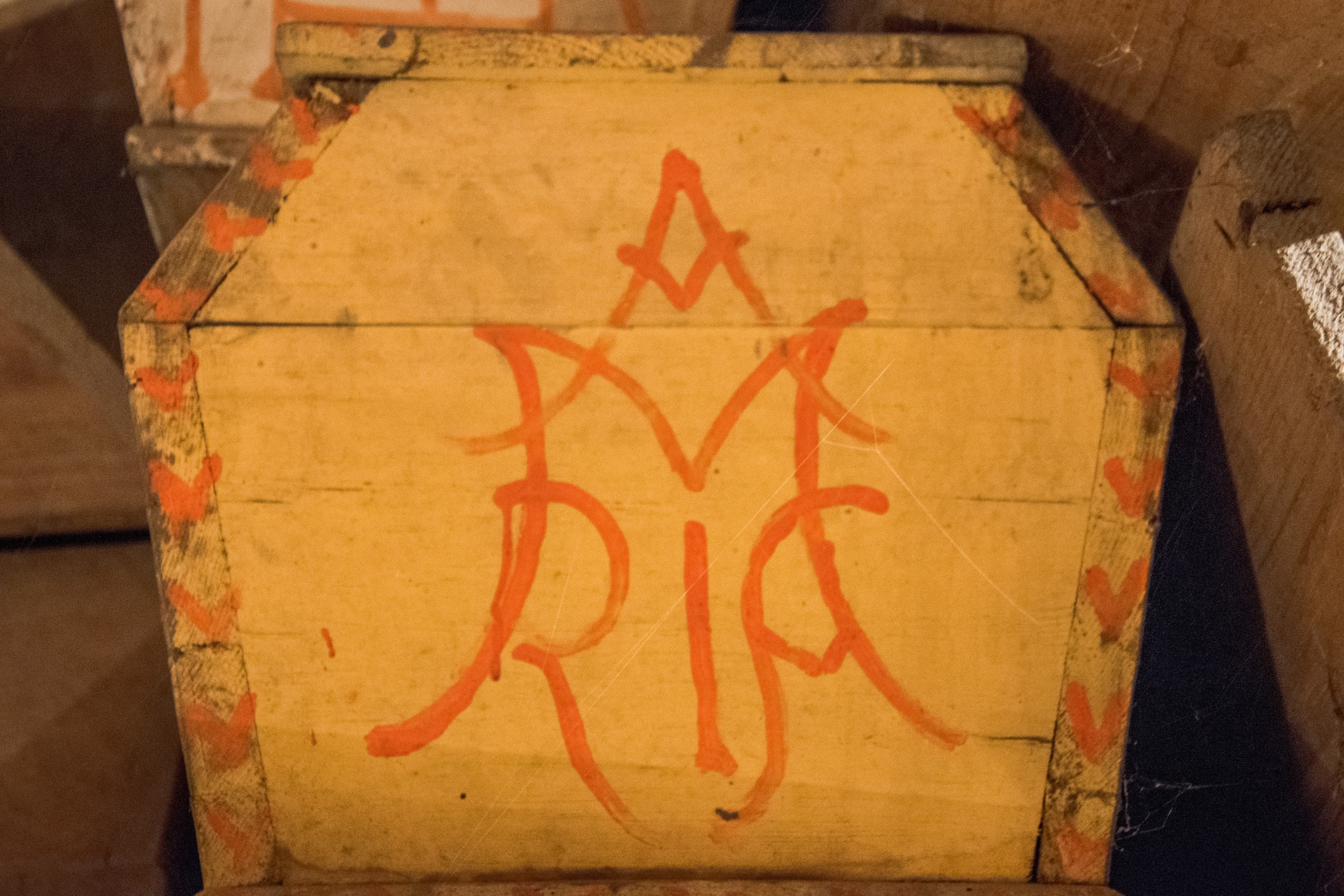

## Rewitalizacja
Krypty, wraz z muzeum parafialnym, zostały udostępnione zwiedzającym w roku 2019 jako integralna część projektu pt.: „Rewitalizacja zespołu obiektów sakralnych pod wezwaniem NPNMP w Rawie Mazowieckiej w celu rozszerzenia oferty kulturalnej Parafii”, zainicjowanego i realizowanego przez ks. Bogumiła Karpa. Inicjatywa ta spotkała się uznaniem i została wyróżniona „Nagrodą Sejmiku Województwa Łódzkiego w dziedzinie kultury”. Uroczystość wręczenia nagrody odbyła się 15 listopada 2019 roku w Teatrze im. Stefana Jaracza w Łodzi podczas specjalnej gali.

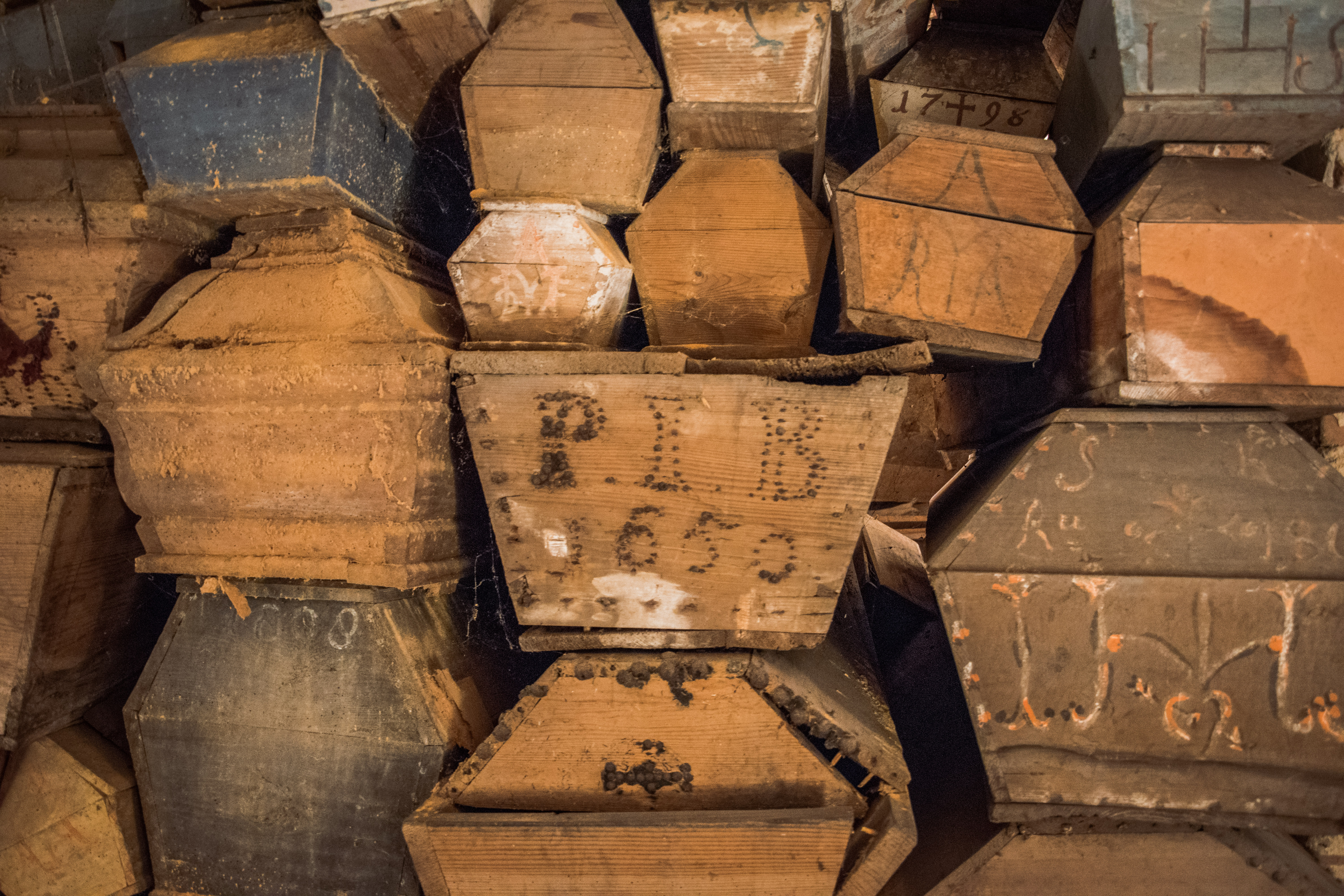
Trumna z roku 1650